# طفل الملصق

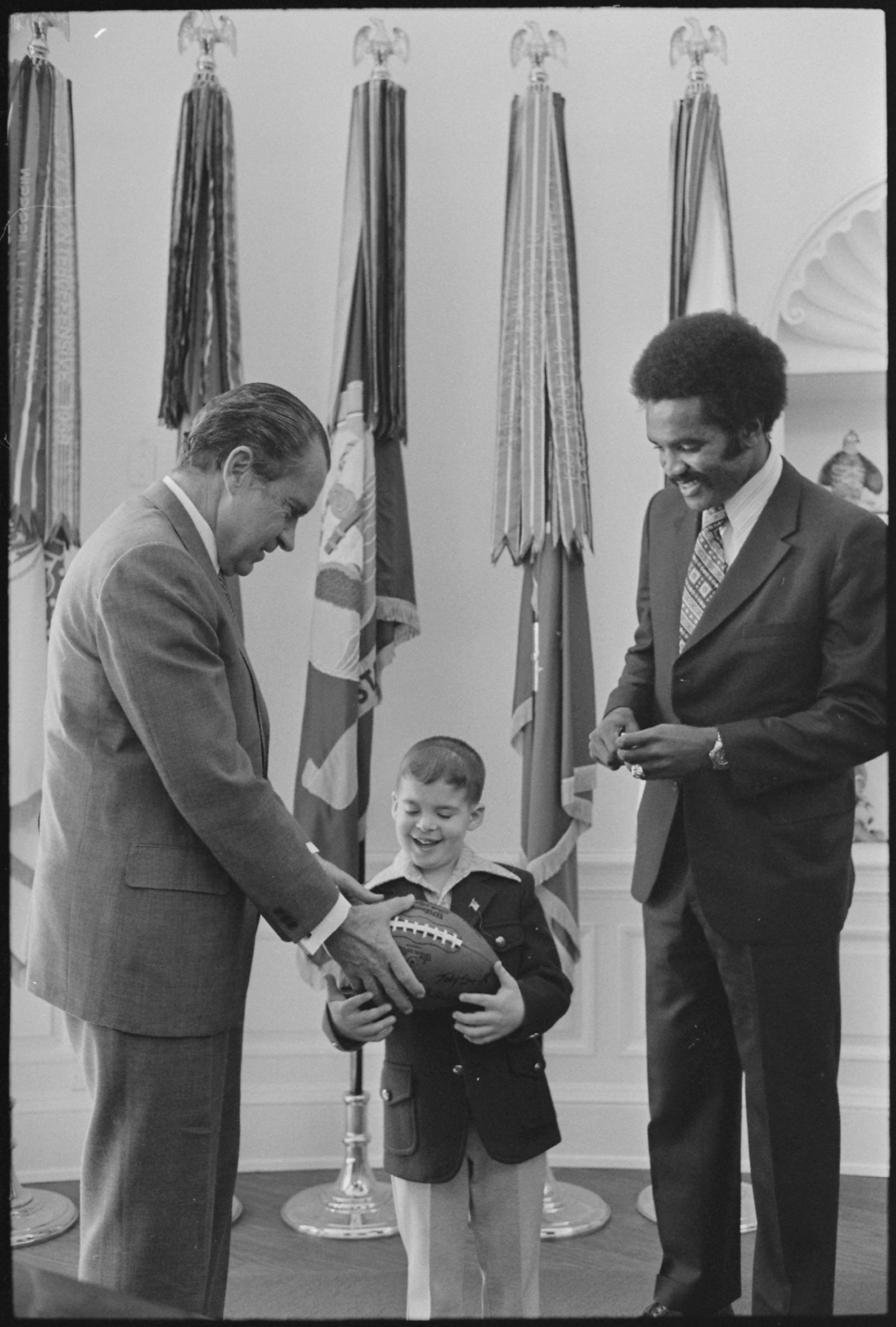
الرئيس نيكسون مع كيفن هيلد طفل ملصق منظمة قوس الولايات المتحدة لسنة 1972.

طفل المُلْصَق (بالإنجليزية: Poster child)‏ أو فتى الملصق (بالإنجليزية: Poster boy)‏ أو فتاة الملصق (بالإنجليزية: Poster girl)‏؛ هو ترجمة حَرفية لتعبير اصطلاحي أمريكي كان يشير بادئ الأمر إلى الأطفال الذين يعانون من بعض الأمراض أو التشوهات واستُخدِمت صورهم على المُلصقات أو وسائل الإعلام الأخرى كجزء من حملة لجمع الأموال أو إدراج المتطوعين في قضية أو منظمة. قد تكون مثل هذه الحملات جزءًا من جهد أو حدث سنوي، وقد تتضمن اسم وعمر الطفل بالإضافة إلى سمات شخصية أخرى.
منذ ذلك الحين تم توسيع تعريف «طفل الملصق» ليشير إلى شخص في أي عمر تكون صفاته أو سلوكه رمزًا لسبب معروف أو حركة أو ظرف أو مثالي. تحت هذا الاستخدام، يتم تصنيف الشخص المعني على أنه تجسيد أو نموذج أولي. هذا يدل على أن هوية الموضوع هي مرادفة للمثل الأعلى المرتبط؛ أو تمثيلًا لأوجهها الأكثر تفضيلًا أو الأقل تفضيلًا. وفي القرن الحادي والعشرين توسع تعريف «ملصق الطفل» ليشير إلى الأشياء (غير الأشخاص) التي تعبر عن الحالة المثالية لمسألة أو قضية معينة.
المصطلح انجليزي أمريكي الأصل ومتعلق بتاريخ الولايات المتحدة الامريكية الحديث حصرًا، ولا يزال غير مستعمل في اللغة العربية ولا في اللغات الأخرى، ولا يترجم حرفيًا بل يترجم حسب السياق إلى «الطفل المُدلّل» أو «الطفل النجم» أو «الأنموذج» أو «الحالة النموذجية» أو «الشخص المثالي» أو «الممثل الأفضل» أو غيرها.

## أمثلة لأشخاص
- بوبي كامبل: كان في شبابه يسمي نفسه «فتى ملصق مرض الإيدز» في السنوات الأولى للوباء وخصوصًا بعد وفاته في مقتبل عمره بعد سنوات قصيرة بسبب ذلك المرض.[8]
- ويلي هورتون: في شبابه أصبح نموذجًا (فتى ملصق) لفشل برنامج إجازة الخروج المؤقت من السجن في ماساتشوستس والهواجس الليبرالية التي أدت إلى فشل مايكل دوكاكيس المرشح الرئاسي عن الحزب الديمقراطي في حملة الانتخابات الرئاسية في الولايات المتحدة عام 1988.[9]
- إميلي سوزان راب: كانت فتاة ملصق لمنظمة مارتش أوف دايمز (مسيرة الملاليم) في وايومنغ بعد بتر ساقها في سن الرابعة بسبب عيب خلقي. أصبحت شاعرة وكاتبة بعد ذلك وألفت كتابًا يحمل عنوان «طفل الملصق».
- عزيز شاورشيان: وصف في شبابه وخصوصًا بعد موته المبكر بأنه نجم (فتى ملصق) جماعة من هواة كمال الأجسام في أستراليا أطلق عليها اسم «فلاسفة الجمال» اكتسبت اعجابًا يقارب العبادة.[10]
- راين وايت في مراهقته كان يعتبر مثالًا للترويج (طفل ملصق) لقضية القبول الاجتماعي لمرضى الإيدز، بعد أن أصيب بالمرض بسبب نقل دم وطرد من مدرسته وتوفي في مقتبل عمره بسبب ذلك المرض.[11]